# Gabriel Melconián
José Gabriel Melconián Alvez (* 7. Juli 1987 in Montevideo) ist ein uruguayischer Schwimmer.
Der 1,82 Meter große Sportler ist der jüngere Bruder des Schwimmers Martín Melconian. Er gehört dem Club Biguá de Villa Biarritz an und hält zahlreiche nationale Rekorde im Schwimmen. Sein Trainer ist der uruguayische Olympiateilnehmer von 1996 Javier Golovchenko.
Melconián stellte am 4. November 2006 gemeinsam mit M. Acosta, Rementeria und M. Levrero in der 4-mal-200-Meter-Freistilstaffel einen Landesvereinsrekord auf. Wenige Tage später gewann er bei den Südamerikaspielen 2006 in Buenos Aires jeweils die Bronzemedaille über 100 Meter Freistil sowie mit der 4-mal-100 Freistilstaffel. Er nahm an den Panamerikanischen Spielen 2007 in Rio de Janeiro und 2011 in Guadalajara teil. 2011 wurde er dort 12. über 100 Meter Freistil. Auf der gleichen Strecke belegte er bei den in Belém ausgetragenen Südamerikameisterschaften im März 2012 den sechsten Platz. Über 50 Meter Freistil verbesserte er im dortigen Wettkampf den bis dahin von Francisco Picasso und Martín Kutscher gehaltenen Uruguayischen Rekord zweimal auf zunächst 22,76 Sekunden und später 22,73 Sekunden. Damit sicherte er sich die Olympiaqualifikation für diese Strecke.
Die argentinischen Schwimmmeisterschaften, das Campeonato Argentino de Natación, schloss er im Juni 2012 als vierfacher Goldmedaillengewinner ab. Dabei war er dreimal in Einzelrennen und einmal mit der Mannschaft von River erfolgreich. Im Laufe seiner Karriere gelang es Melconián bereits Ian Thorpe zu schlagen.
Melconián stand im Aufgebot der uruguayischen Mannschaft für die Olympischen Sommerspiele 2012. In London war ein Start über die 50-Meter- und die 100-Meter-Freistil-Strecke vorgesehen. Die Teilnahme an den Spielen vier Jahre zuvor in Peking verpasste er aufgrund eines Bruchs der Hand. In seinem 100-Meter-Freistil-Vorlauf in London erschwamm Melconián, dessen Bestmarke über diese Distanz bei 50,10 Sekunden liegt, mit einer Zeit von 50,68 Sekunden lediglich einen 6. Platz, verpasste damit das Halbfinale und beendete den Wettbewerb als 35. unter 56 Startern. 2013 startete er bei den Schwimmweltmeisterschaften in Barcelona, scheiterte aber sowohl über 50 Meter Freistil, als auch über 50 Meter Schmetterling bereits im Vorlauf.

## Rekorde
Melconián ist Inhaber der uruguayischen Landesrekorde über die folgenden Strecken:
- 50 Meter Freistil (0:22,73, aufgestellt im März 2012 in Belém)
- 4-mal-50-Meter-Freistilstaffel (Verein) (01:39,49, aufgestellt in der Zusammensetzung mit M. Levrero, N. Francia und Rodriguez am 8. September 2009 in Campus)
- 4-mal-100-Meter-Freistilstaffel (Nationalmannschaft) (03:21,06, aufgestellt in der Zusammensetzung mit P. Kutscher, M. Kutscher und F. Picasso am 17. Juli 2007 in Rio de Janeiro)
- 4-mal-100-Meter-Freistilstaffel (Verein) (03:38,37, aufgestellt in der Zusammensetzung mit Mutilva, M. Levrero und Rementeria am 6. November 2005 in Campus)
- 4-mal-200-Meter-Freistilstaffel (Verein) (8:11,86, aufgestellt in der Zusammensetzung mit M. Acosta, Rementeria und M. Levrero am 4. November 2006 in Campus)[7]